# Nina Tower
Nina Tower (如心廣場S) è un complesso di due torri gemelle situato nella baia di Tsuen Wan, a Hong Kong.
Il design originale dei due grattacieli era stato concepito per raggiungere la ragguardevole altezza di 518 m, rappresentando quindi al tempo dell'inaugurazione l'edificio più alto del mondo; il progetto non fu però portato a termine, e a causa della vicinanza con l'aeroporto internazionale di Hong Kong l'altezza fu abbassata agli attuali 318 m. 
Altre modifiche furono dettate dai proprietari della Chinachem Group che si occupava della costruzione nel sito, suddividendo l'altezza prevista inizialmente in due torri. 
La più bassa prese il nome di Nina Tower, dall'imprenditrice cinese Nina Wang, e la più alta fu chiamata Teddy Tower, in onore del marito di Nina Teddy Wang, rapito e dichiarato morto nel 1990. Nonostante i due nomi, generalmente l'intero complesso è chiamato Nina Tower.
Nella cosiddetta Teddy Tower i piani dal numero 10 al 39 sono ad uso uffici, mentre i 40 piani superiori ospitano un hotel 5 stelle da 800 stanze.

## Galleria d'immagini

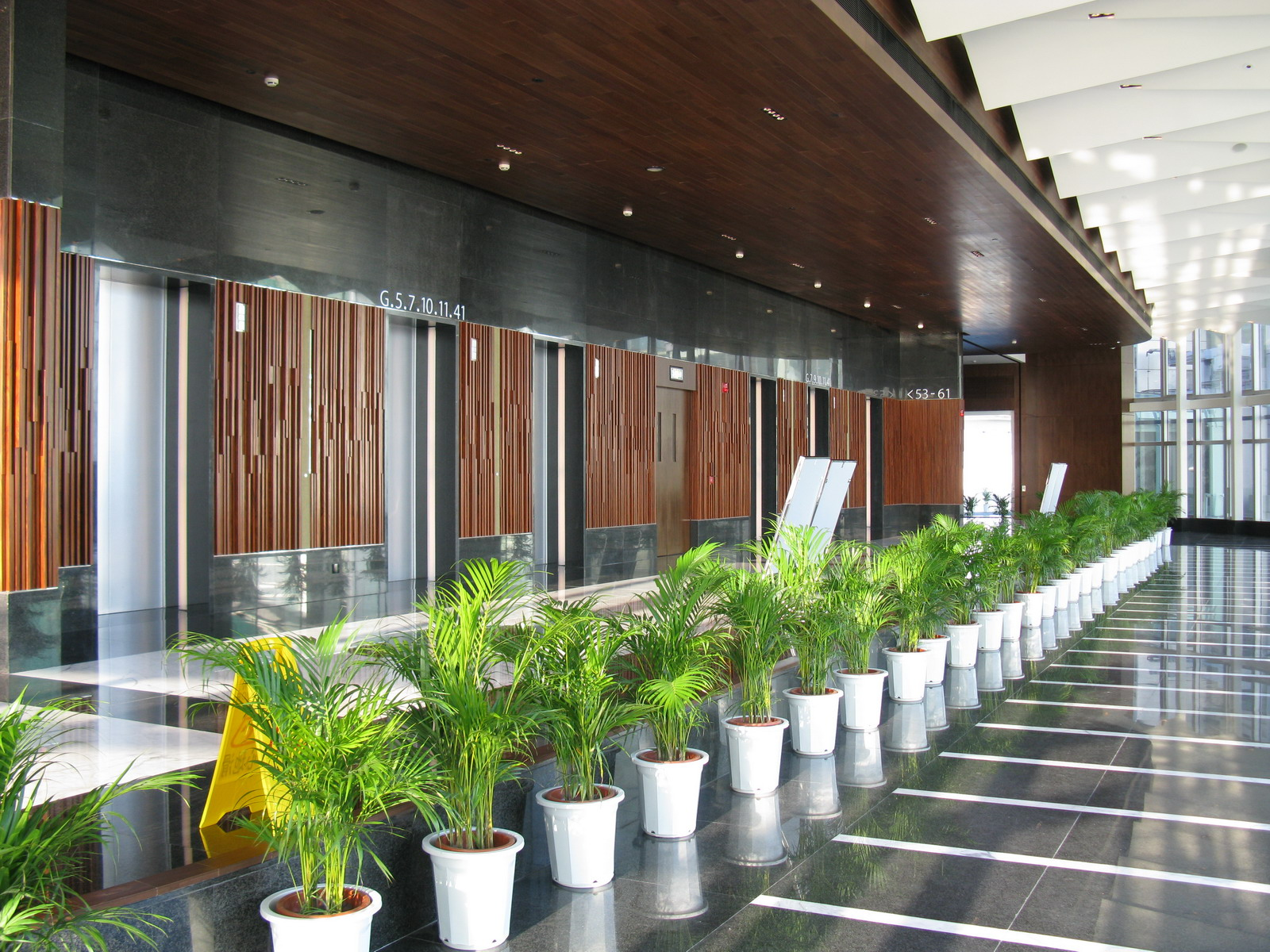
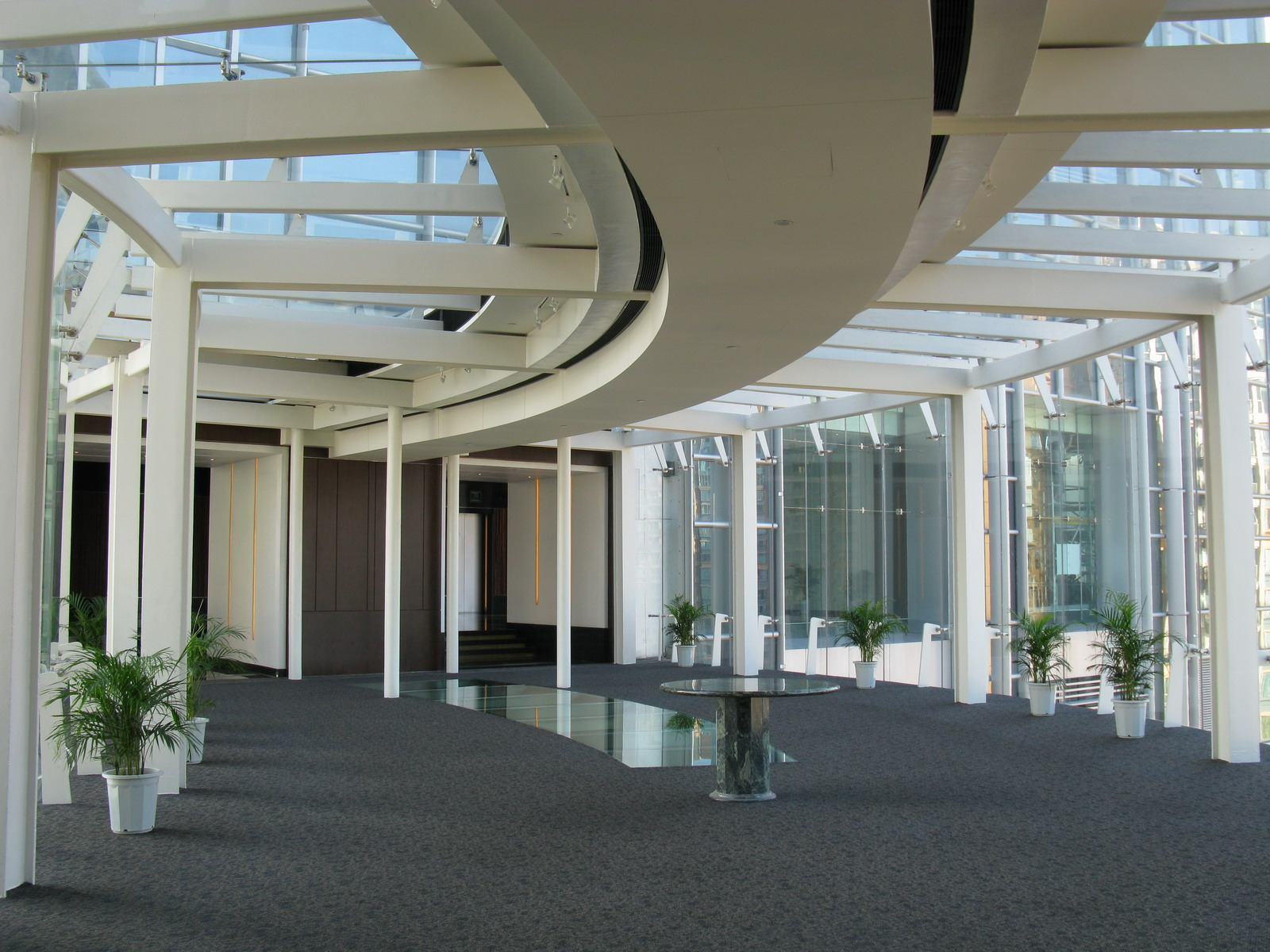
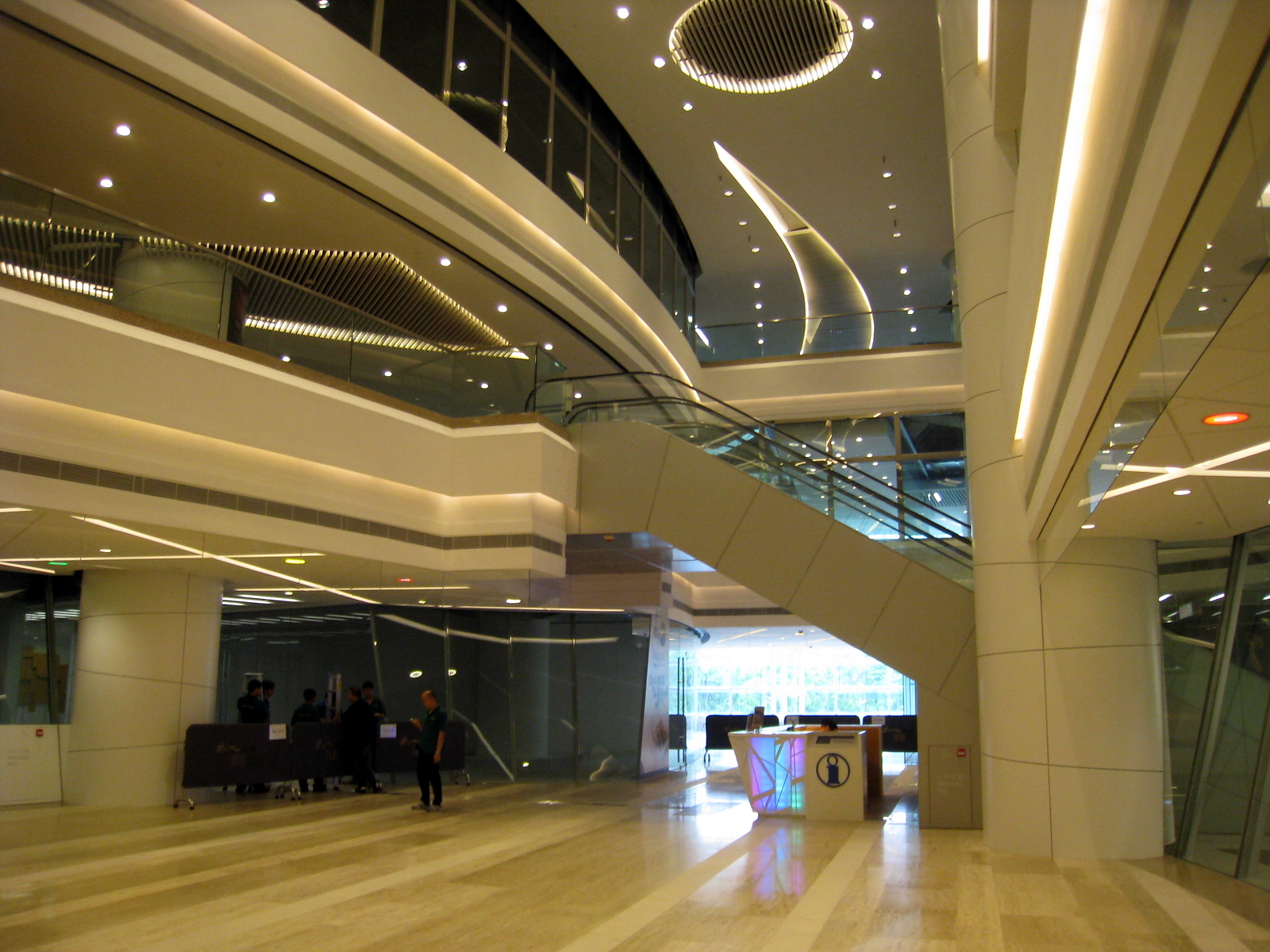